# Laguna Khotia
Laguna Khotia (auch: Khota Thiya) ist ein See am Westrand der Königskordillere (Cordillera Real) im südamerikanischen Andenstaat Bolivien.

## Lage im Nahraum
Die Laguna Khotia liegt etwa 30 Kilometer östlich des Titicacasees zwischen dem Cerro Pura Purani (5318 m) im Nordwesten, dem Cerro Catanani (5468 m) im Nordosten, dem Cerro Tira K'ark'a (4974 m) im Südwesten und dem Cerro Khollin Kkollu (5234 m) im Südosten; sie liegt im Kanton Villa Asunción Turquia im Municipio Batallas in der Provinz Los Andes im Departamento La Paz. Im direkten Einzugsbereich des Sees befinden sich keine Ortschaften.

## Größe und Flusssystem
Die Laguna Khotia liegt auf einer Höhe von 4451 m und erstreckt sich von Nordosten nach Südwesten über eine Länge von drei Kilometern und erreicht eine Breite von bis zu 600 Metern, die Uferlinie des Sees beträgt 7,6 Kilometer. Der See wird gespeist durch den Oberlauf des Río Jacha Jahuira, der hier auch den Namen Río Pauchintani trägt.
Einziger Abfluss des Sees ist der Río Jacha Jahuira, der den See in südwestlicher Richtung verlässt, die Laguna Khara Kkota durchfließt und über den Río Japo Jahuira und den Río Keka zur Bucht von Achacachi fließt und in den Titicacasee mündet.

## Verkehrsanbindung
Die Laguna Khotia liegt in einer Entfernung von 76 Straßenkilometern nördlich von La Paz, der Hauptstadt des gleichnamigen Departamentos.
Von La Paz führt die Nationalstraße Ruta 2 über El Alto und Villa Vilaque in nordwestlicher Richtung bis Patamanta und Palcoco. Drei Kilometer nordwestlich von Palcoco zweigt eine Landstraße Richtung Peñas nach Norden ab, der man knapp fünf Kilometer bis auf die Höhe von Pariri folgt. Wenige hundert Meter hinter dem Cruce Pariri zweigt eine Nebenstraße nach Nordosten in Richtung auf das drei Kilometer entfernte Suriquiña ab, von dort aus fährt man drei Kilometer nach Norden Richtung Tuquia bis zu einer Straßenkreuzung, an der man nach rechts in östlicher Richtung abbiegt.
Dieser Straße folgt man dann auf den folgenden neunzehn Kilometern, flussaufwärts entlang dem Río Jacha Jahuira bis zur Laguna Khara Kkota (4362 m). Der Fahrweg führt dann an der Laguna Khotia (4451 m) auf der westlichen Seite entlang des Sees und dann bis zur Laguna Jankho Kkota (4701 m), und weiter bis zur Passhöhe von 5000 Metern zwischen dem Cerro Jankho Huyo und dem Cerro Vila Llojeta.